# Лишок
Ли́шок (від фр. résidu — лишок, англ. residue, рос. вычет) у комплексному аналізі — число (як дійсне, так і комплексне), яке описує поведінку криволінійних інтегралів мероморфних функцій у деякій особливій точці. За допомогою лишків можна обчислювати значення інтегралів різних типів, у тому числі дійсних.

## Визначення
Нехай функція {\displaystyle f(z)\,} має ізольовану особливу точку {\displaystyle z=a\,} (або регулярна у цій точці). При скінченному {\displaystyle a\,} лишком функції {\displaystyle f(z)\,} у точці {\displaystyle z=a\,} називається величина
{\displaystyle \mathrm {res} _{\text{z=a}}f(z)={\frac {1}{2\pi i}}\oint _{|z-a|=\varrho }f(z)dz,}
де інтегрування проводиться по додатно орієнтованому контуру (при обході область залишається ліворуч). Оскільки {\displaystyle \varrho \,} — будь-яке достатньо мале додатне число, а {\displaystyle f(z)\,} — мероморфна, то величина вищевказаного інтегралу не залежить від значення цього параметра та шляху інтегрування.
Нескладно довести, що перший коефіцієнт розкладу функції {\displaystyle f(z)\,} по степеням {\displaystyle z-a\,} в ряд Лорана є лишком цієї функції:
{\displaystyle \mathrm {res} _{\text{z=a}}f(z)=C_{-1}\,}

### Лишок у «нескінченності»
Для повного дослідження функції необхідно розглядати лишок у нескінченності (нескінченно віддалена точка на сфері Рімана). Нехай точка {\displaystyle z=\infty \,} є ізольованою особливою точкою однозначного характеру функції {\displaystyle f(z)\,}, тоді лишком у нескінченності називається число
{\displaystyle \mathrm {res} _{\infty }f(z)=-{\frac {1}{2\pi i}}\oint _{|z|=R}f(z)dz},
де {\displaystyle R\,} — будь-яке достатньо велике додатне число. При цьому напрямок інтегрування по межі області обирається так, щоб область залишалася зліва (тобто проти годинникової стрілки).
Аналогічно до попереднього випадку, лишок у нескінченності можна представити у вигляді коефіцієнта лоранівського розкладу в околі нескінченно віддаленої точки:
{\displaystyle \mathrm {res} _{\infty }f(z)=-C_{-1}\,}

## Логарифмічний лишок
Інтеграл виду
{\displaystyle {\frac {1}{2\pi i}}\oint _{C}{\frac {f'(z)}{f(z)}}dz}
називається логарифмічним лишком функції {\displaystyle f(z)\,} відносно контуру С. Свою назву отримав через те, що підінтегральний вираз є похідною логарифма. Знаходить застосування у доведенні теореми Руше та основної теореми алгебри. Сам інтеграл визначається лише принципом аргументу:
{\displaystyle {\frac {1}{2\pi i}}\oint _{C}{\frac {f'(z)}{f(z)}}dz={\frac {1}{2\pi i}}\oint _{C}(\mathrm {Ln} (f(z))'dz={\frac {1}{2\pi i}}\mathrm {Ln} (f(z))_{C}={\frac {1}{2\pi i}}(\ln |f(z)|+i\mathrm {arg} f(z))_{C}={\frac {1}{2\pi }}\Delta _{C}\mathrm {arg} f(z)}

## Методи обчислення лишків
На практиці обчислювати лишки за означенням, тобто через контурний інтеграл, у багатьох випадках важко. Тому використовують наслідки з означення для особливих точок різного типу.

### Усувна особлива точка
В усувній особливій точці лишок дорівнює нулю. Проте, у випадку з нескінченністю це не завжди так. Якщо в околі нескінченно віддаленої точки функція має розклад в ряд Лорана, то
{\displaystyle \mathrm {res} _{\infty }f(z)=-C_{-1}=\lim _{z\to \infty }[z(f(\infty )-f(z))]}

### Полюс
- Простий полюс у точці {\displaystyle z=a\,}:

{\displaystyle \mathrm {res} _{\text{z=a}}f(z)=\lim _{z\to a}(f(z)(z-a))}
- Полюс кратності n у точці {\displaystyle z=a\,}:

{\displaystyle \mathrm {res} _{\text{z=a}}f(z)={1 \over (n-1)!}\lim _{z\to a}{{d^{(n-1)} \over dz^{(n-1)}}[f(z)(z-a)^{n}]}}
Проте, якщо функція представлена як частка двох голоморфних функцій: {\displaystyle f(z)={\frac {g(z)}{h(z)}}}, і {\displaystyle h(a)=0,h'(a)\neq 0\,}, то:
{\displaystyle \mathrm {res} _{\text{z=a}}f(z)={\frac {g(a)}{h'(a)}}}

### Істотно особлива точка
У більшості випадків в істотно особливій точці лишок зручно знаходити, як коефіцієнт розкладу в ряд Лорана. Наприклад:
{\displaystyle f(z)=(2z-1)\cos {\frac {z}{z-1}}=(2(z-1)+1)\cos \left(1+{\frac {1}{z-1}}\right)=(2(z-1)+1)(\cos 1\cos {\frac {1}{z-1}}-\sin 1\sin {\frac {1}{z-1}})}
Розкладемо {\displaystyle \cos {\frac {1}{z-1}}\,} та {\displaystyle \sin {\frac {1}{z-1}}\,} в ряд Лорана:
{\displaystyle \cos {\frac {1}{z-1}}=1-{\frac {1}{2!(z-1)^{2}}}+{\frac {1}{4!(z-1)^{4}}}-...}
{\displaystyle \sin {\frac {1}{z-1}}={\frac {1}{z-1}}-{\frac {1}{3!(z-1)^{3}}}+{\frac {1}{5!(z-1)^{5}}}-...}
Тоді після підстановки цих розкладів та зведення подібних доданків, знаходимо:
{\displaystyle \mathrm {res} _{z=1}=C_{-1}=-\cos 1-\sin 1\,}